# 스트룀스고세 IF
스트룀스고세 IF(Strømsgodset IF)는 1907년 2월 10일에 창단된 노르웨이 드람멘의 축구 클럽이다.

## 성적
- 티펠리겐
  - 우승 1회 (1970)
- 노르웨이 컵
  - 우승 5회 (1969, 1970, 1973, 1991, 2010)
  - 준우승 3회 (1993, 1997, 2018)

## 선수 명단

### 현역
참고: FIFA 자격 규정에 따라 소속된 국가대표팀 국기를 표시합니다. 선수는 복수의 FIFA 비회원국 국적을 가지고 있을 수 있습니다.
| 번호 | 포지션 | 국적   | 이름                |
| ---- | ------ | ------ | ------------------- |
| 7    | FW     |        | 니콜라이 묄러       |
| 8    | MF     | 코소보 | 크레쉬닉 크라스니키 |

| 번호 | 포지션 | 국적 | 이름              |
| ---- | ------ | ---- | ----------------- |
| 71   | DF     |      | 구스타브 발스비크 |
| 77   | FW     |      | 마커스 메네르트   |